# Nationaal Songfestival 1966
Het Nationaal Songfestival 1966 was de Nederlandse voorronde voor het Eurovisiesongfestival 1966 van dat jaar. Het werd gehouden in Tivoli, Utrecht. Het werd gepresenteerd door Teddy Scholten.

## Uitslag
| Plaats | Artiest         | Titel               | Punten |
| ------ | --------------- | ------------------- | ------ |
| 1      | Milly Scott     | Fernando en Filippo | 52     |
| 2      | The Luckberries | Dromen zijn bedrog  | 15     |
| 3      | Bob Bouber      | Nog wel bedankt     | 3      |
| 4      | Helen Shepherd  | Wereld              | 3      |
| 5      | Piet Sybrandi   | Ik heb je lief      | 2      |

1956 · 1957 · 1958 · 1959 · 1960 · 1961 · 1962 · 1963 · 1964 · 1965 · 1966 · 1967 · 1968 · 1969 · 1970 · 1971 · 1972 · 1973 · 1974 · 1975 · 1976 · 1977 · 1978 · 1979 · 1980 · 1981 · 1982 · 1983 · 1984 · 1986 · 1987 · 1988 · 1989 · 1990 · 1992 · 1993 · 1994 · 1996 · 1997 · 1998 · 1999 · 2000 · 2001 · 2003 · 2004 · 2005 · 2006 · 2007 · 2008 · 2009 · 2010 · 2011 · 2012